# 콜렉티브 (크레이빙 콜렉터)
콜렉티브(영어:collectiv)는 2020년 10월에 설립된 대한민국 세컨핸드 패션 중고거래 플랫폼이다. 세컨핸드 패션 업계 최초로 온라인 플리마켓 시스템을 개발하였으며 지금도 활발히 온라인 및 오프라인 플리마켓이 열리고 있다.
최근에는 국내 디자이너 브랜드 또는 빈티지 샵과 파트너십 관계를 구축하며 다양한 형태의 협업을 하고 있고 라이프스타일 카테고리까지 상품 카테고리를 확장했다.